# کوادکوپتر

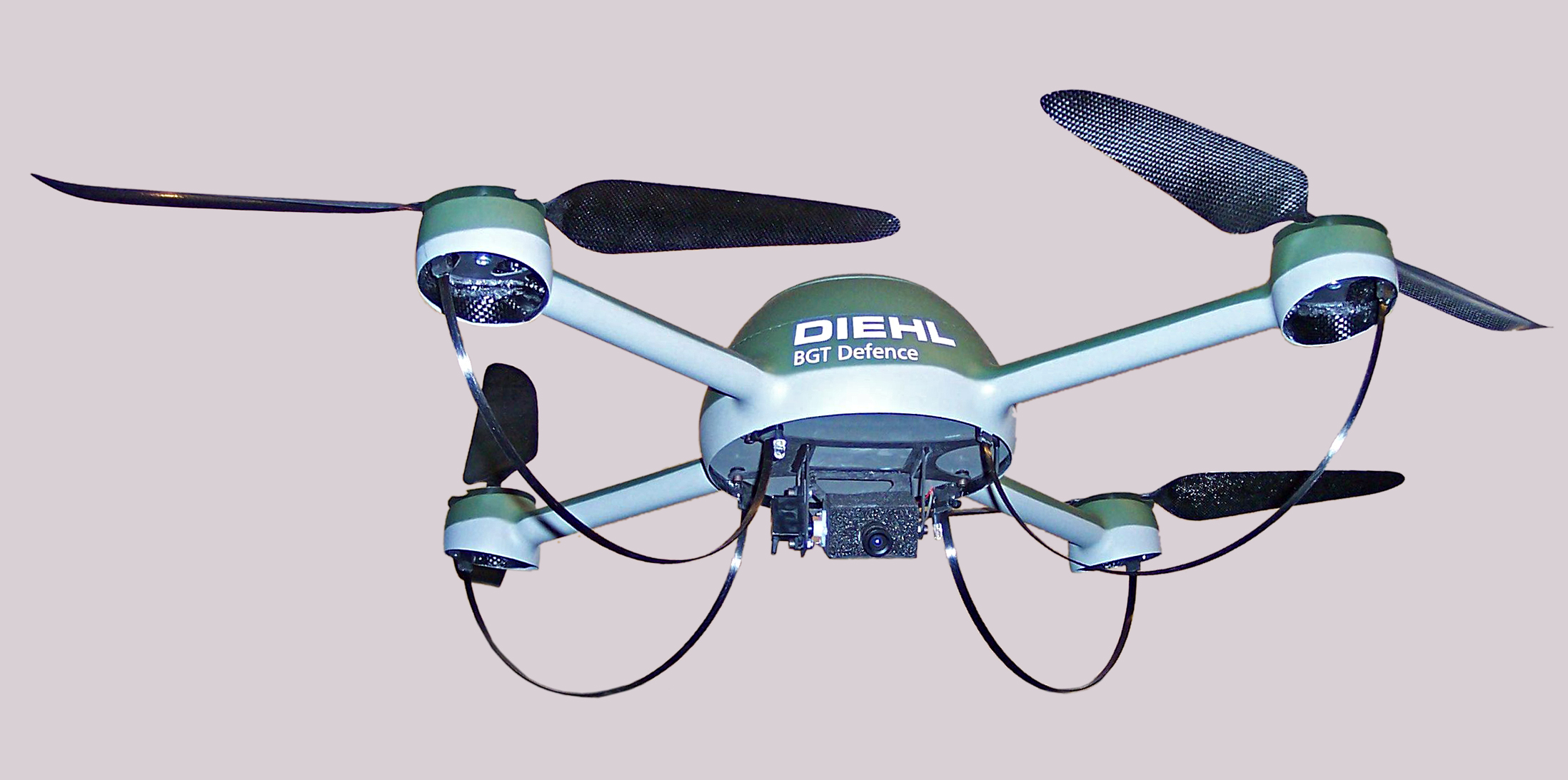

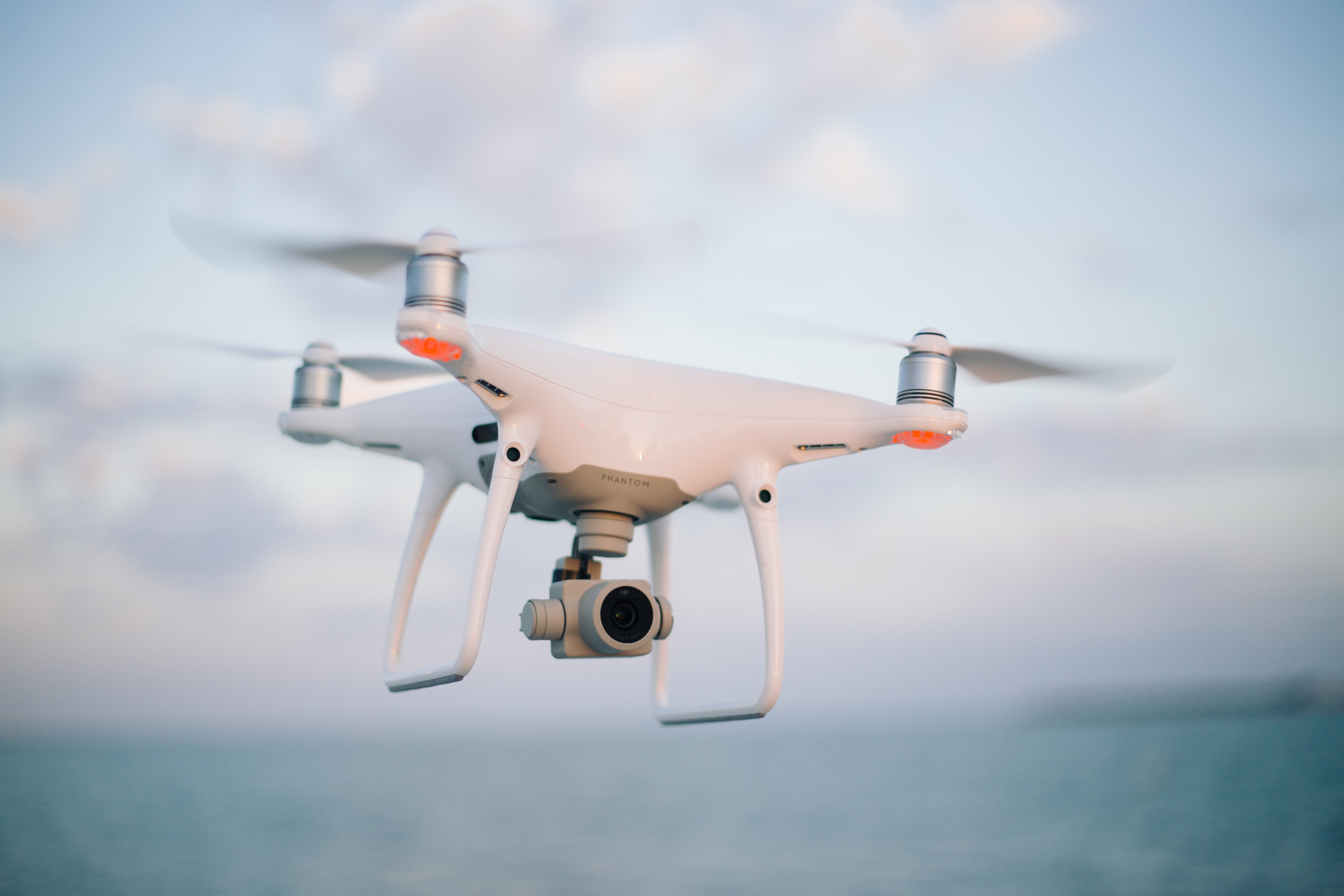

کوادکوپتر یا چارگَرد (به انگلیسی: Quadcopter یا Quadrotor) که به آن ریزپرنده هم می‌گویند، یکی از انواع وسایل پهپاد است. کواد کوپترها نوعی هواگرد بالگردان هستند و در دستهٔ چندپروانه‌ها جای دارند و به دلیل کمک گرفتن از چهار پروانه برای نیروی پیشرانش، به عنوان کواد (چهار) کوپتر نامیده می‌شوند. همچنین در بین بسیاری از مردم جا افتاده است که به کواد کوپتر درون نیز می‌گویند ولی در واقع درون بخشی از دوربین کوادکوپتر است.
کواد کوپترها به دلیل داشتن قدرت مانور بالا و پروازهایی با تعادل بالا از کاربردهای بسیار گسترده برخوردارند.
یکی از تولیدکنندگان مولتی روتورها در جهان شرکت DJI هست.
این شرکت واقع در کشور چین هست.
اهمیت و کیفیت محصولات این شرکت آنچنان دارای اهمیت است که در جنگ اوکراین و روسیه به وفور از آن‌ها استفاده می‌شد.
در سال‌های اخیر توجه شرکت‌ها، دانشگاه‌ها و مراکز تحقیقاتی بیش از پیش به این نوع از پهپادها جلب شده است و لذا روزانه پیشرفت چشم‌گیری در امکانات و پرواز این نوع از پرنده‌ها مشاهده می‌کنیم.
کواد کوپترها در زمینه‌های تحقیقاتی، نظامی، تصویر برداری و تفریحی و سمپاشی از کاربرد بالا و روزافزونی برخوردارند و مدل‌های دارای سرنشین آن نیز تولید شده است.
امروزه یکی از تفریحات پر طرفدار، کواد کوپترهای تفریحی و حرفه‌ای تصویر برداری هستند که جذابیت زیادی دارند و بازار بزرگی از محصولات رادیو کنترلی را در جهان به خود اختصاص داده‌اند. همچنین، مسابقات کواد کوپتر هم در سراسر نقاط جهان برگزار می‌شود که به دو دستهٔ داخل ساختمان و ریس تقسیم می‌شوند. شرکت کنندگان می‌توانند در این دو دسته به رقابت بپردازند که این شاخه ای بسیار پر هزینه است و در صورت سقوط، ممکن است هزینهٔ ساخت دوبارهٔ کل کواد‌کوپتر را به همراه داشته باشد.

## ساختار
کوادکوپترها، همانند انواع دیگر وسایل پرنده، از ایجاد اختلاف فشار در اتمسفر پیرامون خود برای بلند شدن و حرکت در هوا استفاده می‌کنند. همان‌طور که هلیکوپتر‌ها به کمک پره اصلی این اختلاف فشار را ایجاد و نیروی برای خود را تأمین می‌کنند. در هلیکوپترها به دلیل وجود نیروی عمل و عکس‌العمل، پس از اینکه پره اصلی شروع به چرخش می‌کند، با برخورد مولکول‌های هوا به این پره و وجود عکس‌العمل، یک نیرویی با جهت مخالف جهت چرخش پره به پره و در ادامه به شفت متصل به پره اعمال می‌شود (نیروی گشتاور) و باعث چرخش هلیکوپتر به دور خود می‌شود. حالا برای حل این مشکل، از پره دم هلیکوپتر استفاده می‌شود تا نیرویی را تولید کند که مانع چرخش هلیکوپتر به دور خود شود. حال اگر هلیکوپتر به جای داشتن یک پره اصلی از دو پره اصلی که خلاف جهت یکدیگر بچرخند استفاده می‌کرد، به دلیل خنثی شدن دو نیروی گشتاور توسط یکدیگر، دیگر هلیکوپتر به دور خود نمی‌چرخید! مانند هلیکوپترهای شنوک. حال با توجه به توضیحات داده شده راحت‌تر می‌توان به ساختار کواد کوپترها اشاره کرد.
کواد کوپترها با بهره‌گیری از چهار موتور و پره مجزا و چرخش دو به دو معکوس این موتورها نیروی گشتاورهای ایجاد شده را خنثی می‌کنند و همچنین اختلاف لازم فشار جهت ایجاد نیروی برآ را تأمین می‌کنند.
چرخش پروانه‌ها
کنترل به‌شکل H و N

نحوه ایجاد فرامین کنترلی در کواد کوپترها به این صورت است که، برای تغییر ارتفاع از کم یا زیاد کردن سرعت چرخش همه موتورها استفاده می‌شود که باعث کمتر یا زیاد تر شدن اختلاف فشار به وجود آمده می‌شود. برای چرخش کواد کوپتر به دور خود و به صورت درجا، دو پره هم جهت با سرعت کمتر و دو پره هم جهت دیگر با سرعت بیشتر می‌چرخند و نیروی گشتاور به یک سمت ایجاد می‌شود و اختلاف فشار همانند قبل است (زیرا دو پره با سرعت کمتر و دو پره دیگر به همان نسبت با سرعت بیشتر می‌چرخند) لذا کواد کوپتر در ارتفاع ثابت به دور خود می‌چرخد. برای حرکت کواد کوپترها در جهت‌های مختلف (عقب، جلو، چپ و راست)، با کم و زیاد کردن سرعت موتورها، کواد کوپتر را از حالت افقی خارج کرده و باعث حرکت آن می‌شوند.
تمامی این فرامین توسط برد کنترلر ایجاد می‌شود که این برد از المان‌هایی جهت تشخیص زاویه و موقعیت کواد و قطعات پردازنده تشکیل شده است. این قطعات نظیر جایرو، شتاب سنج، قطب‌نما و میکرو پروسسور‌ها هستند

## تاریخچه
مدل‬ اولیه آزمایشی یک Multiroter در سال ۱۹۰۷ توسط دو برادر فرانسوی بنام Jacques and Louis Breguet در پروژه‌ای بنام Quadcopter ساخته و تست شد، هرچند آن‌ها نتوانستند پرنده خود را در آسمان نگه دارند ولی موفق به پرواز ثابت شدند. بعد از آن ساخت بالگرد چهار پروانه‌ای به سال ۱۹۲۰ میلادی برمیگردد. در آن سال یک مهندس فرانسوی بنام etienne oehmichen اولین بالگرد چهارپره را اختراع نمود و مسافت ۳۶۰ متر را با کوادکوپتر خود پرواز کرد در همان سال او مسافت یک کیلومتر را در مدت هفت دقیقه و چهل ثانیه پرواز کرد. این بالگرد از روش تنظیم X بهره می‌جست.
در حدود سال ۱۹۲۲ در آمریکا Dr George de Btheza موفق به ساخت و تست تعدادی Quadcopter برای ارتش شد که قابلیت کنترل و حرکت در سه بعد را داشت، ولی پرواز با آن بسیار سخت بود. در سال ۱۹۵۶ مدل دیگری توسط Convertewings طراحی شد و در سال ۱۹۵۸ مدل Curtis-Wright VZ-7 توسط کمپانی Curtis- Wright طراحی شد.
در سال‌های اخیر توجه مراکز دانشگاهی به طراحی و ساخت پهپادهای چهارپره جلب شده است و مدل‌های مختلفی در دانشگاه استانفورد و کورنل ساخته شده است و به تدریج رواج یافته است.
از حدود سال ۲۰۰۶ کواد کوپترها شروع به رشد صنعتی به صورت وسایل پرنده بدون سرنشین نمودند.

## کاربرد
امروزه مالتی روتورها به ویژه مدل‌های چهارپره که به کواد کوپتر شهرت دارند یکی از پر کاربردترین وسایل پرنده بدون سرنشین می‌باشند؛ که به عنوان مثال می‌توان به کاربردهای گسترده تصویر برداری هوایی، نقشه‌برداری، جاسوسی، تفریحی و … اشاره نمود.
با گسترده‌تر شدن روزافزون جلوه‌های بصری در تبلیغات و فیلم‌های سینمایی و تلویزیونی، استفاده از وسایل پرنده و تصویر برداری هوایی بیش از پیش مورد توجه قرار گرفته است.
پیش از وجود کواد کوپترها به صورت صنعتی از هلیکوپترهای رادیو کنترلی به عنوان وسایلی برای حمل دوربین‌ها و تجهیزات تصویر برداری استفاده می‌شد؛ که این موضوع به سال‌های (۲۰۰۰–۲۰۱۰ میلادی) بر می‌گردد.
با پیشرفت وسایل پرنده و به وجود آمدن مالتی روتورها این وظیفه (تصویر برداری هوائی) به عهده این دستگاه قرار گرفت. کواد کوپترها و هگزا کوپترها به دلیل داشتن تعادل پروازی بسیار بالا برای این کار مناسب هستند. با موجود شدن فلایت کنترلرها (کنترل‌کننده‌های پرواز) و تحقیقات صورت گرفته بر روی این کنترلرها پرواز با کواد کوپترها بسیار آسان شده و این وسایل از پرواز هوشمند بهره می‌برند و لذا تصویر برداران می‌توانند با تمرکز بیشتر بر تصویر برداری، تصاویر بهتری را تهیه کنند. همچنین با وجود GPSها پرواز این وسایل به صورت کاملاً امن و هوشمند صورت می‌گیرد.
علاوه بر کاربردهای تصویر برداری؛ کواد کوپترها به تازگی یکی از لوازم سرگرمی و تفریحی به حساب می‌آیند. این تفریح که مخاطب‌های بزرگسال را به خود اختصاص داده است، روز به روز رو به گسترش است؛ و با پدید آمدن عینک‌های واقعیت مجازی و لینک شدن آن‌ها با دوربین‌های کواد کوپترها، یک نوع از فعالیت را به نام مسابقات کوادکوپترهای FPV (نمایش اول شخص) ایجاد کرده است؛ که به نظر در سال‌های آینده به یک رشته ورزشی پر طرفدار تبدیل می‌شود.

## نقش کوادکوپتر در مقابله با کرونا
تا قبل از شیوع کرونا شهروندان جهان کمتر نسبت به کاربردهای کوادکوپتر به‌خصوص در زمینه پزشکی و مقابله با بیماری‌های همه گیر مثل کرونا آگاهی داشتند؛ و تنها برداشتی که از هلی شات داشتند برای فیلمبرداری و سرگرمی بود.
اما چکونه این هواپیماهای بدون سرنشین کوچک به بازیگر مهم در مقابله COVID-19 تبدیل شده‌اند؟
کوادکوپترها قبل از COVID-19 توسط بسیاری از شرکتها در سراسر جهان به روشهای مثبت استفاده شده‌اند. از جمله کارهایی مانند فیلمبرداری، کاشت بذر و سمپاشی مزارع، حیات وحش، صنعت، حمل و نقل، بررسی زمینه و کمک در ساخت سازه‌های مهندسی، و.. دیگر کاربردهای کوادکوپتر هستند؛ که با گذشت زمان شاهد نقش بیشتر این نوع پهپادها در زندگی بشر هستیم. هر چند بسیاری از مردم در سراسر جهان به دید منفی نسبت به آنها نگاه می‌کنند. چرا که آنها تصور می‌کنند که هلی شات یک ابزار جاسوسی است. به‌خصوص در کشورهایی که محدودیت پرواز چندانی وجود ندارد.
اما پس از شیوع همه‌گیری COVID-19 و استفاده از هلی شات در مبارزه با این بیماری توجه رسانه‌ها و مردم جهان را به خود جلب کرده است.

### اجرای قانون و سمپاشی
استفاده از پهپاد در کشاورزی و آفت زدایی مزارع سابقه چند ساله دارد. محصولات دی جی آی مثل پهپاد سمپاش از پرکاربردترین محصولات درحوزه کشاورزی به‌شمار می‌آیند. صنعت کشاورزی مدت‌ها پیش از پزشکی استفاده از پهپادهای سمپاش را برای سمپاشی مزارع و .. آغاز کرده است.
در طول همه‌گیری کرونا، کوادکوپتر به‌خصوص محصولات DJI برای اولین بار در چین جهت مقابله با این بیماری همه گیر مورد استفاده قرار گرفتند تا به مردم یادآوری کنند که در داخل خانه بمانند و ماسک بپوشند. کشاورزان چینی سپس از پهپادهای سمپاش خود برای پاشیدن مواد ضد عفونی کننده در خیابان‌ها و اماکن عمومی استفاده کردند تا از شیوع ویروس جلوگیری کنند. بسیاری از کشورهای دیگر در آسیا، اروپا و آمریکای شمالی با استفاده از کوادکوپتر برای ضدعفونی کردن مناطق عمومی، ساختمانها و حتی در ایالات متحده از پهپادهای سمپاش برای ضدعفونی کردن مکان‌های ورزشی استفاده شد.

### تست کرونا و شناسایی بیماران
تا قبل از شیوع کمتر متخصصی در جهان تصور می‌کرد که روزی بتوان با استفاده از یک هلی شات دمای بدن افراد را اندازه‌گیری کرد و بیماران را شناسایی کرد! در طول همه‌گیری COVID-19، چند شرکت به استفاده از پهپاد برای گرفتن درجه حرارت افراد روی آورده‌اند؛ زیرا تست و اندازه‌گیری دمای بدن افراد به روش سنتی به سختی به‌دست آمد. DJI از کوادکوپتر DJI Mavic 2 Enterprise برای تست دمای بدن افراد استفاده می‌کرد اما برای بهبود دقت دوربین حرارتی، سواب پنبه ای لازم بود؛ و حتی شرکت یک قدم فراتر گذاشته و با همکاری دانشگاه استرالیا یک پهپاد همه گیر ساخته است که قادر به اندازه‌گیری درجه حرارت از بالاست و می‌تواند علائم ویروس کرونا مانند تب و سرفه را در افراد تشخیص دهد.
استفاده از پهپاد برای شناسایی بیماران مبتلا به کرونا و نظارت بر افراد از بالا با واکنش عجیب مردم در بعضی از کشورها روبرو شده است. حتی در پاریس دادخواستی علیه پلیس این کشور به علت استفاده از کوادکوپتر برای شناسایی بیماران مبتلات به کرونا در دادگاه ارائه شده است که به نتیجه نرسیده است. چرا که بسیاری از مردم در سراسر جهان استفاده از پهپاد جهت نظارت گسترده بر آنها و شناسایی بیماران کرونایی را نوع تهاجم به حریم شخصی خود قلمداد می‌کنند.

## نقش کوادکوپترها در صنعت
علاوه بر تصویربرداری هوایی امروز کوادکوپترها نقش بسیار پررنگی در صنعت دارند. پروژه‌هایی که در گذشته با خطرهای زیادی همراه بود و با صرف هزینه‌های هنگفت در مدت زمان طولانی انجام می‌شد امروزه با کمک کوادکوپترها به راحتی و با کمترین هزینه و بالاترین امنیت انجام می‌شود.

### نقش کوادکوپترها در حوزه انرژی
امروزه یکی از کاربردهای در حال توسعه در زمینه کوادکوپترها و پهپادها استفاده بخش انرژی ی جمع‌آوری داده‌هایی است که برداشت آنها در گذشته بسیار سخت و حتی خطرناک بود. با وجود اینکه تکنولوژی و فناوری پرنده‌های بدون سرنشین (پهپاد) در حال توسعه روزافزون است، برای شرکت‌های فعال در زمینه منابع انرژی تجدید پذیر که کاهش هزینه و افزایش ایمنی هستند استفاده اصلی شات بسیار ضروری و کمک کننده است.
با استفاده از هلی شات می‌توان سرعت انجام کار برای بررسی دقیق خطوط انتقال انرژی را بسیار بالا برد و از طرفی هزینه نیروی انسانی و سایر تجهیزات را برای انجام کار بسیار کم کرد. همه اینها در حالی است که داده‌هایی که یک کواد کوپتر از بررسی خطوط انتقال انرژی می‌دهند بسیار با کیفیت است و به دلیل امکان بررسی آنلاین تصاویر امکان اصلاح داده‌ها و افزایش آنی کیفیت آنها به راحتی وجود دارد.
با استفاده از تصاویر هلی شات پرسنل می‌توانند به سرعت سلامت خطوط انتقال انرژی را را بررسی کنند تا در صورت بروز مشکل در کمترین زمان آن را حل کرده تا حداقل آسیب به عملیات و پروژه برسد. این موضوع به ویژه برای بازرسی از نقاطی که به دلیل وجود ولتاژ قوی یا ارتفاع خطر زیادی دارد بسیار بسیار کمک کننده است.

### نقش کوادکوپترها در حفاظت از گونه‌های درحال انقراض
اندازه‌گیری برای مدیریت منابع بسیار مهم است و ما نمی‌توانیم آنچه را که اندازه و مقدار دقیق آن را در دست نداریم مدیریت کنیم. به همین دلیل آگاهی از جمعیت حیات وحش از اقدامات حفاظتی بسیار مهم برای نگهداری و حفظ گونه‌های مختلف جانوری است. امروزه دانشمندان و طرفداران محیط زیست ساعت‌های زیادی را برای طراحی و ابداع روش‌های مختلفی می‌کنند که بتوانند آمار جمعیت‌های جانوری را تا حد ممکن با دقت به دست آورند و این کار به خصوص برای جمعیت‌های گونه‌های جانوری که در معرض تهدید و خطر انقراض هستند بسیار مهم است.

### مانیتورینگ و راه‌سازی با کمک کوادکوپتر
بدون شک جاده‌ها مهم‌ترین شریان‌های حیاتی حمل و نقل درون‌شهری و برون‌شهری هستند. ساخت جاده یک فرایند یکباره نیست بلکه به صورت دوره ای نیاز به بررسی و انجام اقدامات نگهداری دارد. هر چه قدر که این بررسی‌ها منظم تر باشند و در بازه‌های زمانی کوتاه تری انجام شوند امکان آسیب رسیدن به جاده‌ها کاهش پیدا می‌کند و علاوه بر اینکه هزینه‌های بازسازی آن هم کم می‌شود خطرات جاده و تصادفات به صورت چشمگیری کاهش پیدا می‌کند.
انجام بررسی‌های جاده ای به صورت سنتی علاوه بر افزایش هزینه موجب تأخیر و افزایش بازه‌های زمانی انجام این کار می‌شود.

### استفاده از هلی شات در عملیات امداد و نجات
آتش‌سوزی جنگل‌ها یکی از تلخ‌ترین اتفاقاتی است که برای محیط زیست می‌افتد. کنترل آتش‌سوزی هر چقدر که بزرگتر باشد دشوارتر و زمان بر سر خواهد بود و طبیعتاً خسارات بسیار زیادی را به طبیعت وارد می‌کند؛ بنابراین استفاده از هر ابزاری که بتواند در روند کنترل و مهار آتش‌سوزی مؤثر باشد بسیار حیاتی است.< 
در اوایل سال ۲۰۲۰ آتش‌سوزی بزرگی در استرالیا رخ داد. همه ما احتمالاً آن فاجعه بزرگ را به خاطر داریم که در آن درختان و حیوانات زیادی به تلخ‌ترین روش ممکن در شعله‌های آتش سوختند. در این آتش‌سوزی هلیکوپترها هزاران گالن آب را روی شعله‌های آتش می‌ریختند. بلافاصله پس از آن تیم‌های مقابله با بلایای طبیعی با استفاده از هلی شات مناطقی که در آن توسط هلیکوپترها آب ریخته شده را اسکن می‌کردند تا بتوانند میزان مهار آتش و همچنین تخریب‌های احتمالی را بررسی کنند. این اطلاعات برای تعیین مسیر بعدی کار و همچنین میزان نتیجه گرفتن از روند پروژه بسیار مهم بود.

### استفاده از هلی شات در مشاوره املاک
1. شاید اگر چند سال پیش می‌گفتیم که استفاده از کوادکوپتر حتی در مشاور املاک هم کاربرد دارد کسی باور نمی‌کرد و همه با یک خنده موضوع را فراموش می‌کردند. اما جالب است بدانید که امروزه در برخی از کشورهای پیشرفته صنعتی، مشاوران املاک سرمایه گذاران مستاجران و اجاره دهندگان تجاری از کوادکوپتر برای سرعت دادن به کسب و کار خود استفاده می‌کنند. کاملاً قابل درک است که بررسی خانه‌ها زمان زیادی را به خود اختصاص می‌دهد و از طرفی اگر بخواهیم چندین بازرس حرفه ای برای این کار استخدام کنیم بدون شک هزینه مجموعه‌ای که مسئولیت این کار را برعهده گرفته است بسیار بالا می‌رود بنابراین در اینجا برای بررسی اولیه محل خانه‌ها و نسبت و موقعیت آنها نسبت به سایر خانه‌ها از کوادکوپتر و هلی شات استفاده می‌شود. علاوه بر استفاده از کوادکوپترها از نرم‌افزارهای مختلف مدیریت املاک به صورت کامل استفاده می‌شود تا بتوان همراه با برداشت تصاویر هوایی هلی شات‌ها بیشترین اطلاعات را از خانه‌های مورد نظر به دست آورد. جالب است بدانید که مشاور املاک تنها صنعت عجیبی نیست که کوادکوپترها به آن ورود کرده‌اند. کارهایی مانند بازرسی ساختمان و سرکشی برای ایمنی کارگران از حوزه‌های مربوط در این زمینه است.

## آینده کوادکوپترها
کوادکوپترها، یا پهپادها، در دهه‌های اخیر از یک ابزار تفریحی و سرگرمی به یک فناوری پیشرفته با کاربردهای گسترده تبدیل شده‌اند. با این حال، سوالی که مطرح می‌شود این است که آینده آنها به کجا خواهد رفت؟ چگونه پیشرفت‌های فناوری، کاربردهای نوین و چالش‌های آینده این صنعت را شکل خواهند داد؟ در ادامه، به بررسی پیشرفت‌های فناوری، کاربردهای نوین و فرصت‌های جدید، چالش‌ها و نیازهای آینده کوادکوپترها و احتمال استفاده از آن‌ها در حمل و نقل شهری خواهیم پرداخت.

### 1. پیشرفت‌های فناوری در آینده
یکی از عوامل اصلی که به شکل‌گیری آینده کوادکوپترها کمک خواهد کرد، پیشرفت‌های فناوری است. در دهه‌های اخیر، شاهد پیشرفت‌های چشمگیری در زمینه طراحی و ساخت آنها بوده‌ایم. این پیشرفت‌ها نه تنها به افزایش کارایی این ابزارها کمک کرده‌اند، بلکه باعث گسترش استفاده از آن‌ها در صنایع مختلف نیز شده‌اند.

### 2. هوش مصنوعی و خودکارسازی
در آینده، کوادکوپترها احتمالاً از هوش مصنوعی (AI) و یادگیری ماشین (Machine Learning) بیشتری استفاده خواهند کرد. این پیشرفت‌ها باعث خواهند شد که آنها قادر به انجام عملیات پیچیده‌تر، مانند شناسایی موانع در پرواز، اصلاح خودکار مسیر و پیش‌بینی وضعیت محیطی به‌طور خودکار باشند. به این ترتیب، استفاده از کوادکوپترها در محیط‌های پیچیده و پرمخاطره، مانند مناطق شهری شلوغ یا فضاهای خطرناک، ممکن خواهد بود.

### 3. ارتباطات ماهواره‌ای و شبکه‌های 5G
در آینده، ارتباطات ماهواره‌ای و فناوری 5G می‌توانند به بهبود قابلیت‌های ارتباطی کوادکوپترها کمک کنند. این فناوری‌ها امکان ارسال داده‌ها با سرعت بالا و بدون وقفه را فراهم می‌آورند. به این ترتیب، آنها قادر خواهند بود تا اطلاعات بیشتری از محیط پیرامون خود جمع‌آوری کنند و همچنین ارتباط بهتری با اپراتورهای خود برقرار کنند.
آینده کوادکوپترها روشن و پر از فرصت‌های نوین است. با پیشرفت‌های فناوری، این ابزارها در حال گسترش به صنایع مختلف بوده و در آینده کاربردهای جدیدی خواهند داشت. از حمل و نقل شهری گرفته تا کشاورزی و امداد و نجات، آنها قادر به ایجاد تغییرات عمده در نحوه انجام بسیاری از فعالیت‌ها خواهند بود. با این حال، چالش‌های متعددی مانند مسائل قانونی، امنیت سایبری و هزینه‌ها همچنان وجود دارند که باید در آینده به آن‌ها پرداخته شود. در مجموع، کوادکوپترها آینده‌ای پر از امکانات و چالش‌ها دارند که توسعه و پیشرفت آن‌ها می‌تواند به بهبود کیفیت زندگی و کار در بسیاری از صنایع منجر شود.

## قوانین و مقررات پرواز کوادکوپترها
قوانین و مقررات مرتبط با پرواز کوادکوپترها به طور مداوم در حال تحول و به‌روزرسانی هستند. با این حال، در بسیاری از موارد، کوادکوپترهای کوچک و سبک وزن نیازی به دریافت مجوز ندارند. در کشورهای مختلف، از جمله ایران، این قوانین عمدتاً بر اساس وزن و نوع کاربرد کوادکوپترها تنظیم می‌شود. به طور کلی، موارد زیر اغلب از نیاز به مجوز مستثنی هستند:

### وزن کوادکوپتر
کوادکوپترهایی که وزن کمتری دارند، معمولاً به مجوز نیاز ندارند. برای مثال:
در اتحادیه اروپا، کوادکوپترهایی با وزن کمتر از 250 گرم نیازی به مجوز ندارند.
در ایران، اگر وزن پهپاد کمتر از 1 کیلوگرم باشد، نیازی به مجوز نیست. همچنین، کوادکوپترهای کنترل از راه دور با وزنی کمتر از 10 کیلوگرم نیز به مجوز نیازی ندارند.

### استفادهتفریحیوغیرتجاری
اگر کوادکوپتر برای سرگرمی یا استفاده شخصی و در مکان‌های مجاز و با رعایت اصول ایمنی به پرواز درآید، معمولاً نیازی به مجوز نخواهد داشت. به عنوان مثال، پهپادهایی که برای اهداف تفریحی استفاده می‌شوند، برخلاف پهپادهایی که برای مقاصد تجاری یا صنعتی مانند سم‌پاشی یا عکاسی حرفه‌ای استفاده می‌شوند، نیازی به دریافت مجوز ندارند.

### پرواز در ارتفاع کمومکان‌های خاص
پرواز در ارتفاع‌های پایین، مثلاً زیر 120 متر، و در مناطقی دور از حساسیت‌های امنیتی و نظامی معمولاً نیازی به مجوز ندارد.

### سرعت پرواز
در صورتی که سرعت کوادکوپتر کمتر از 40 کیلومتر بر ساعت (پرواز عمودی) و کمتر از 90 کیلومتر بر ساعت (پرواز افقی) باشد، نیازی به دریافت مجوز نخواهد بود. با این حال، در زمین‌های استاندارد، پرواز با سرعت بالاتر تا 150 کیلومتر بر ساعت نیز ممکن است بدون نیاز به مجوز مجاز باشد.

## مناطقی کهپرواز کوادکوپترنیاز به مجوز دارد
در بسیاری از کشورها، برای حفظ امنیت و نظم فضای هوایی، برخی مناطق به عنوان مناطق ممنوعه یا محدود برای پرواز کوادکوپتر تعیین شده‌اند. در ایران، این مناطق شامل موارد زیر است:

### نزدیکی به فرودگاه‌ها و مناطق پروازی
برای جلوگیری از تداخل با هواپیماهای مسافربری و امنیت فضای هوایی، پرواز کوادکوپتر در نزدیکی فرودگاه‌ها و باندهای پروازی ممنوع است.

### اماکنعمومیحساس
پرواز کوادکوپتر در مکان‌هایی مانند بیمارستان‌ها، مدارس، مساجد و زیارتگاه‌ها، به دلیل ایجاد آلودگی صوتی و اختلال در فعالیت‌ها، مجاز نیست.

### اماکننظامیوامنیتی
هرگونه پرواز در نزدیکی مراکز نظامی، پادگان‌ها، سفارتخانه‌ها، خطوط انتقال نفت و گاز و دیگر اماکن امنیتی بدون مجوز ممنوع است.

### نیروگاه‌هاو زیرساخت‌های حساس
محدودیت پرواز در نزدیکی نیروگاه‌ها، به ویژه نیروگاه‌های هسته‌ای، برای جلوگیری از خطرات امنیتی اعمال می‌شود.

### آثار باستانیوتاریخی
پرواز نزدیک به آثار باستانی و مکان‌های تحت حفاظت ممنوع است تا از آسیب به این مناطق جلوگیری شود.

### مناطق مرزیو نظامی
در فاصله 500 متری از مرزهای کشور و سایت‌های پدافندی، پرواز کوادکوپتر ممکن است به عنوان تهدید تلقی شده و با اقدامات امنیتی مواجه شود.

### مکان‌های پرتراکم انسانی
پرواز در مناطق پرجمعیت مانند خیابان‌ها، بزرگراه‌ها، و پمپ‌های بنزین به دلیل ایجاد خطر برای ایمنی افراد و ایجاد مزاحمت ممنوع است.

## رعایت قوانین برایپرواز ایمنوقانونی
با توجه به اینکه قوانین مرتبط با پرواز کوادکوپترها در هر کشور ممکن است متفاوت باشد، ضروری است که پیش از هرگونه پرواز، به مقررات محلی مراجعه کرده و در صورت نیاز مجوزهای لازم را دریافت کنید. رعایت این قوانین نه تنها از بروز مشکلات حقوقی جلوگیری می‌کند، بلکه امنیت و ایمنی پرواز را نیز تضمین می‌کند.